# Bredåkra–Tingsryds Järnväg

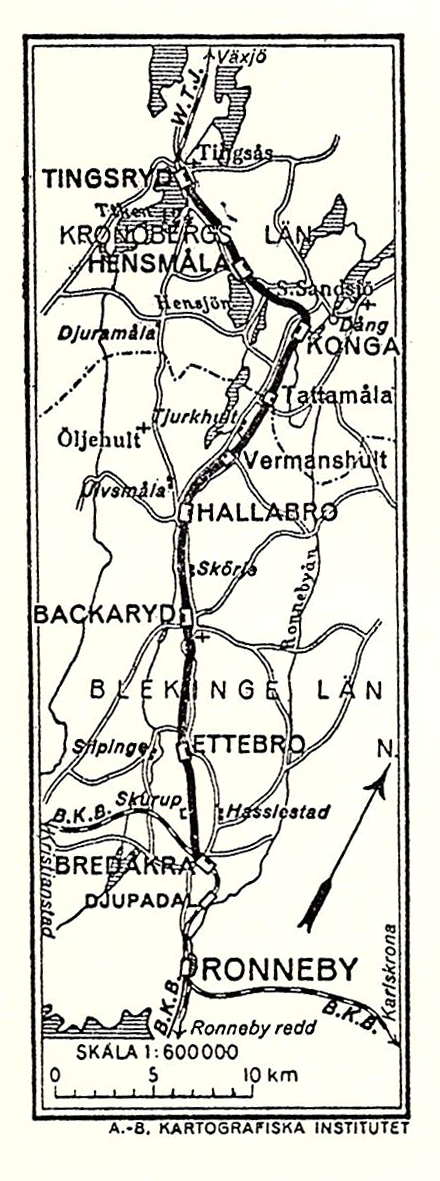
BTJ. Karta 1926.

Bredåkra-Tingsryds Järnväg (BTJ) var en 1 067 millimeter smalspårig järnväg mellan Bredåkra vid Mellersta Blekinge Järnväg i Blekinge län och Tingsryd i Kronobergs län.

## Historia
De första planerna för en järnväg mellan Ronneby och Växjö tog fart i början av 1870-talet. Efter att ha legat nere när Mellersta Blekinge Järnväg planerades och byggdes återupptogs de efter dess öppnande. Den planerade sträckan förkortades från Växjö till Tingsryd med förhoppning att andra intressenter skull bygga vidare till Växjö. Koncessionen för järnvägen från Bredåkra station på Mellersta Blekinge Järnväg till Tingsryd i Kronobergs län beviljades den 6 oktober 1893 och ändringar godkändes den 16 november 1894 och den 18 januari 1895. Bredåkra–Tingsryds järnvägsaktiebolag bildades den 27 april 1894 och aktier hade tecknats av Blekinge läns landsting 52 000 kronor, Ronneby stad 25 000 kronor, Ronneby landskommun 35 000 kronor, Backaryds landskommun 30 000 kronor, Öljehults landskommun 11 500 kronor, Tingsås landskommun 40 000 kronor, Södra Sandsjö landskommun 50 000 kronor samt enskilda och bolag för sammanlagt 105 500 kronor. Ronneby stad tecknade också en borgen på 129 000 kronor. Sträckningen via Konga är inte den rakaste mellan Hallabro och Tingsryd, men passerar pappersbruket i Konga.
Järnvägen började byggas den 1 juni 1895, öppnades den 15 september 1896 och kostade 794 000 kronor.
Järnvägen såldes till Blekinge kustbanor (BKB) 1926, som tog över den 1 januari 1927, och bolaget Bredåkra–Tingsryds järnvägsaktiebolag upphörde. Svenska staten köpte Blekinge kustbanor 1942 och sträckan mellan Bredåkra och Tingsryd uppgick i Statens Järnvägar.
Vid ombyggnaden till normalspår av Blekinge kustbanor 1957 byggdes sträckan mellan Bredåkra och Ronneby som ett treskensspår för persontrafiken eftersom Bredåkra–Tingsryds Järnväg fortfarande var smalspårig och det fanns inga planer på att bygga om banan till normalspår. Det byggdes också en ny bro över Ronnebyån i Ronneby för att flytta trafiken från gatuspåret på Strandgatan till en avskild banvall sydväst om Ronnebyån. Det fanns perronger anpassade för smalspåret vid Ronneby station, men inga spår för godstågen, som efter ombyggnaden utgick ifrån Växjö.

### Fordon
Från Nydqvist & Holm köptes två tanklok 1895, ett nytt tanklok köptes år 1900 från Kristinehamns Mekaniska Werkstad, ett begagnat tanklok år 1917 från Blekinge Kustbanor och år 1920 ett tanklok från Henschel. 
Det fanns fyra personvagnar, en kombinerad postvagn och 44 godsvagnar vid trafikstarten och 1910 fanns sex personvagnar och 70 godsvagnar.

### Trafik
Det gick dagligen två tåg i vardera riktningen 1917 mellan Tingsryd och Bredåkra-(Ronneby) och restiden var något mindre än två och en halv timma. Restiden 1930 var en och en halv timma och det gick dagligen fyra tåg i varje riktning. 

### Nedläggning
Persontrafiken upphörde den 30 maj 1965 och samtidigt upphörde godstrafiken mellan Konga och Bredåkra. Spåren mellan Konga och Bredåkra revs 1966. Godstrafiken mellan Konga och Tingsryd upphörde den 14 april 1969 och spåren revs omedelbart efter nedläggningen.

## Nutid
Mellan Bredåkra och Hallabro går till en början nuvarande riksväg 27 i och längs banvallen. Efter det finns korta sträckor kvar av banvallen, som inte har återgått till åkermark. Större delen av banvallen mellan Hallabro och Tingsryd är mindre vägar. I Tingsryd passerar riksväg 27 över bangården närmast sjön Tiken.